# 데메트리오 로사노
데메트리오 로사노 하르케(스페인어: Demetrio Lozano Jarque, 1975년 9월 23일~)는 스페인의 핸드볼 선수, 지도자로 현역 시절 포지션은 레프트백이다. 스페인의 프로 핸드볼 리그인 리가 아소발에서 주로 활동했으며, 스페인 국가대표팀의 일원으로서 올림픽에서 동메달 3개(1996, 2000, 2008) 획득했으며, 2005년 세계 선수권 대회에서 금메달을 획득했다.